# Список государственных долгов, списанных Россией
В данном списке приводятся перечень актов списания по внешнему государственному долгу перед Российской Федерацией (страной-правопреемницей СССР) за период с 1991 года по настоящее время.
Корпоративные долги, внутренний и внешний долг России в данной статье не рассматривается, их значения могут быть приведены только для сравнения.

## История списаний
История списаний долгов перед Россией дана в хронологическом порядке по материалам печати ,так как официальные документы не всегда доступны.
В 1992 году были прощены $2,55 млрд из $3,11 млрд государственного долга Никарагуа. В 1996 году были списаны ещё 90 % из $3,4 млрд долга.
В 1996 году Россия списала $3,5 млрд из $5 млрд долга Анголы. Остаток суммы должен быть возвращен России до 2016 года в виде векселей.
Вступая в Парижский клуб в 1997 году, Россия имела в активе около 150 млрд долл., которые должны были ей, как правопреемнице СССР, развивающиеся страны, в первую очередь Эфиопия, Мозамбик, Йемен, Вьетнам, Алжир, а также другие страны Африки и Азии. При этом, подчиняясь уставу Парижского клуба, Россия была вынуждена списать своим должникам большой объем долгов за поставку оружия. Военные долги составляли около 80 % от общего объема российских активов. Кроме того, Россия стала обязанной списывать долги странам, относящимся к разряду «бедных» и «развивающихся». В итоге, после вступления в Парижский клуб, оказалось, что Россия может претендовать на сумму менее 8 млрд долл. что составляет чуть больше 5 % от общей суммы дебиторской задолженности СССР.
В июне 1999 года Россия в рамках Парижского клуба кредиторов подписала так называемой Кёльнское соглашение, в соответствии с которым Россия в 2000—2003 годах списала 60-90 % долгов — всего более $15-20 млрд следующих стран: Танзании, Бенина, Мали, Гвинеи-Бисау, Мадагаскара, Гвинеи, Чада, Йемена, Мозамбика, Буркина-Фасо и Сьерра-Леоне. На оставшиеся части долгов эти страны получили рассрочку до 30 лет.
В сентябре 2000 года Россией были списаны $9,53 млрд из $11,03 млрд долга Вьетнама. Выплата оставшейся суммы отсрочена на 2016—2022 годы.
В 2001 году Россия списала Эфиопии $4,8 млрд (из $6 млрд), по другим данным $3,8 млрд (из $4,8 млрд).
В 2003 году Россия списала Монголии $11,1 млрд (всего было $11,4 млрд). Оставшиеся $300 млн долга Монголия вернула сразу после списания.
В 2003 году Россия списала Лаосу $960 млн долга Лаоса из суммы в $1,3 млрд.
В 2004 году Россия полностью списала остаток задолженности Никарагуа размером $344 млн.
В 2004 году Россия списала Ираку $9,5-9,8 млрд долга (всего было в $10,5 млрд). Президент Владимир Путин выразил надежду, что новое руководство страны в ответ учтет интересы российских компаний в Ираке.
В 2005 году Россия списала Сирии $9,782 млрд (из $13,4 млрд) долга перед СССР. В свою очередь, эта страна обязалась закупать российское вооружение и провести модернизацию поставленной в советские времена бронетехники. Также был подписан целый ряд договоров по строительству в сфере нефти и газа.
В том же году Россия списала Эфиопии $1,104 млрд (из $1,268 млрд) оставшегося после 2001 года долга.
В 2006 году Россия списала Алжиру $4,7 млрд по долгу перед СССР.
В 2007 году Россия списала Афганистану $11,1 млрд долга. 
В том же году Россия списала Ливии $4,5 млрд долга. У Ливии тогда был золотой запас около 143—156 тонн. Некоторые финансовые эксперты оценивали золото-валютные запасы Ливии в 200 млрд . На этот момент Ливия добывала нефть (в размере около 1.6 миллиона баррелей в день) при средней цене барреля нефти Брент от $100 до $110. Одновременно с этим российским компаниям было заказано строительство железнодорожной ветки и доля в нефтяных и газовых месторождениях.
В 2008 году Россия списала Ираку $12 млрд (из $12,9 млрд). Причем это был уже новый долг, по кредитам, набранным уже после прощения предыдущего долга в 2004 году.
В 2010 году Россия списала Афганистану $891 млн долга, после чего весь объем списанных Россией афганских долгов достиг $12 млрд. 
В 2010 году Россия списала Монголии $180 млн долга.
В 2012 году Россия списала КНДР $11 млрд долга. Россия предоставила стране первичную скидку в размере 90 % от суммы долга. Остаток долга в размере более $1 млрд будет использоваться по схеме «долг в обмен на помощь» в сфере образования, здравоохранения и энергетики при реализации проектов в КНДР.
В апреле 2013 года Россия списала Киргизии $500 млн долга . Из них $188,9 млн списали сразу, задолженность в размере $300 млн будут списывать равными долями в течение десяти лет.
В 2014 году Россия списала Кубе $31,7 млрд (или 90 % от $35,2 млрд) долга перед СССР. Остальные 10 % долга (порядка 3,5 миллиарда долларов) будут погашаться Кубой в течение десяти лет равными полугодовыми платежами. Надо отметить — данное списание стало крупнейшим во всей истории России. До этого самым большим списанием долга было списание Ираку 12 млрд долларов за раз.
В 2014 году Россия списала Узбекистану $865 млн (из $890 млн) долга. Правительство России внесло соглашение на ратификацию. Это постановление было ратифицировано Федеральным законом от 5.04.2016 N 83-ФЗ — по условиям соглашения Узбекистан должен перевести России единовременным платежом $25 млн. Если деньги не поступают вовремя, то эта задолженность объявляется просроченной и на нее начисляются проценты по ставке LIBOR (по Лондонскому межбанковскому рынку) для 6-месячных депозитов в долларах США, увеличенной на маржу в размере 3 процентов годовых. По утверждению некоторых источников Узбекистан отказывался признавать долг государственным и не платил по нему под предлогом изменения форм собственности предприятий.
В 2018 году Россия списала Киргизии $240 млн долларов долга.
В 2019 году объявлено, что общая накопленная сумма списаний долгов с 1991 по 2019 г. в пользу стран Африки со стороны России составила сумму более чем $20 млрд.
В 2020 году Лукашенко заявил, что договорился с Путиным о рефинансирования госдолга страны на $1 млрд.

## Итоговая сумма прощенных Россией государственных долгов
В таблице ниже есть риск дублирования списаний, так как заключение соглашения "Об урегулировании..." и его ратификация могут быть сильно растянуты по времени.
Всего, если считать только крупные кредиты, которые превышают $1 миллиард, то получится, что за 20 лет Россией было списано около $140 млрд.
На веб-сайте МинФина России (http://minfin.ru/ru/) нет никакой статистики по списанным или выплаченным долгам стран-заёмщиков у России.

## Таблица списанных долгов
- P — сумма долга на момент списания, млрд. долл. США
- R — сумма списания, млрд. долл. США
- S — состояние оставшейся части долга: не погашен / погашен (когда) / нет данных

| Год  | Заемщик    | P     | R            | S                          | Кредитор | Комментарий | Ист.          |
| ---- | ---------- | ----- | ------------ | -------------------------- | -------- | --- | ------------- |
| 1992 | Никарагуа  | 3,11  | 2,55         | н/д                        | СССР     | - | [ 7 ] [ 29 ]  |
| 1996 | Ангола     | 5     | 3,5          | н/д                        | н/д      | Остаток суммы должен быть возвращен до 2016 года в виде векселей. | [ 7 ]         |
| 1996 | Никарагуа  | 3,44  | 3,06 (90 %)  | В 2004 г. погашено         | СССР     | Россия предоставила 15-летнюю рассрочку платежей по оставшимся $344 миллионам. | [ 6 ]         |
| 2000 | Вьетнам    | 11,03 | 9,53         | н/д                        | н/д      | Выплата оставшейся суммы отсрочена на 2016—2022 годы | [ 7 ]         |
| 2001 | Эфиопия    | 4,8   | 3,8 (80 %)   | н/д                        | н/д      | - | [ 7 ]         |
| 2003 | Монголия   | 11,4  | 11,1 (98 %)  | В 2003 г. погашено         | СССР     | Оставшиеся $300 млн страна вернула сразу после списания | [ 7 ] [ 30 ]  |
| 2003 | Лаос       | 1,3   | 0,96 (70 %)  | н/д                        | н/д      | - | [ 7 ]         |
| 2004 | Никарагуа  | 0,344 | 0,344        | погашено                   | СССР     | Общий объем прощенных средств составил $5,95 млрд | [ 7 ]         |
| 2004 | Ирак       | 10,5  | 9,5-9,8      | н/д                        | н/д      | Президент выразил надежду, что руководство страны учтет интересы российских компаний в Ираке.                                                                                             | [ 7 ]         |
| 2005 | Эфиопия    | 1,268 | 1,104        | В 2005 г. частично погашен | н/д      | Первое списание см. в 2001 году | [ 7 ]         |
| 2005 | Сирия      | 13,4  | 9,782        | н/д                        | н/д      | Дамаск обязался закупать российское вооружение и провести модернизацию бронетехники. | [ 7 ]         |
| 2006 | Алжир      | н/д   | 4,7          | н/д                        | СССР     | - | [ 7 ]         |
| 2007 | Афганистан | н/д   | 11,1         | н/д                        | н/д      | - | [ 7 ]         |
| 2008 | Ирак       | 12,9  | 12 (93 %)    | н/д                        | н/д      | - | [ 7 ]         |
| 2008 | Ливия      | н/д   | 4,5          | н/д                        | н/д      | | [ 7 ]         |
| 2010 | Монголия   | н/д   | 0,18         | н/д                        | н/д      | - | [ 7 ]         |
| 2012 | КНДР       | 12,2  | 11 (90 %)    | ~1 — остаток               | н/д      | Остаток долга в размере более $1 млрд будет использоваться по схеме «долг в обмен на помощь» в сфере образования, здравоохранения и энергетики при реализации совместных проектов в КНДР. | [ 7 ]         |
| 2013 | Киргизия   | н/д   | 0,5          | н/д                        | н/д      | $188,9 млн списали сразу, вторая задолженность в размере $300 млн будут списывать равными долями в течение десяти лет.                                                                    | [ 7 ]         |
| 2014 | Куба       | 35,2  | 31,7 (90 %)  | 3,5 — остаток              | СССР     | будет погашаться Кубой в течение десяти лет равными полугодовыми платежами. | [ 31 ]        |
| 2014 | Узбекистан | 0.89  | 0.865 (95 %) | н/д                        | н/д      | Урегулировано за счет отказа претензий Узбекистана на Алмазный фонд СССР и единовременной срочной выплате в размере в пользу России 25 млн долл.                                          | [ 32 ] [ 33 ] |
| 2016 | Киргизия   | 0,27  | 0,03         | 0,270 — остаток            | н/д      | « В целом за последние 11 лет Россия списала Киргизии $703,2 млн внешнего долга.» | [ 34 ]        |
| 2016 | Монголия   |       | 1,7 (97 %)   | Погашен                    | СССР     | Долг возник 90-х годах из-за невыплаты кредита СССР на оплату участия монгольской стороны в совместном предприятии «Монголросцветмет»                                                     | [ 32 ] [ 30 ] |
| 2017 | Мозамбик   | н/д   | 0,04         | н/д                        | н/д      | Масштабное списание в рамках Всемирной продовольственной программы. | [ 32 ]        |
| 2017 | Киргизия   | 0,24  | 0,24         | Погашен                    | н/д      | Списание задолженности проводится Россией в рамках «официальной помощи развитию Киргизской Республики».                                                                                   | [ 32 ] [ 34 ] |